# Liga Suprema de Ucrania 2005-06
La Liga Suprema de Ucrania 2005-06 fue la 15.ª edición del campeonato de fútbol de máximo nivel en Ucrania. Shajtar Donetsk ganó el campeonato.

## Tabla de posiciones
|     | Equipo                | Pts | PJ | PG | PE | PP | GF | GC |
| --- | --------------------- | --- | -- | -- | -- | -- | -- | -- |
| 1.  | Shajtar Donetsk       | 75  | 30 | 23 | 6  | 1  | 64 | 14 |
| 2.  | Dinamo Kiev           | 75  | 30 | 23 | 6  | 1  | 68 | 20 |
| 3.  | Chernomorets Odessa   | 45  | 30 | 13 | 6  | 11 | 36 | 31 |
| 4.  | Illichivets Mariupol  | 43  | 30 | 12 | 7  | 11 | 30 | 34 |
| 5.  | Metalist Járkov       | 43  | 30 | 12 | 7  | 11 | 35 | 42 |
| 6.  | Dnipro Dnipropetrovsk | 43  | 30 | 11 | 10 | 9  | 33 | 23 |
| 7.  | Tavriya Simferopol    | 39  | 30 | 11 | 6  | 13 | 29 | 31 |
| 8.  | Metalurg Zaporizhia   | 39  | 30 | 11 | 6  | 13 | 32 | 40 |
| 9.  | Metalurg Donetsk      | 39  | 30 | 10 | 9  | 11 | 35 | 35 |
| 10. | Vorskla Poltava       | 37  | 30 | 9  | 10 | 11 | 28 | 34 |
| 11. | Stal Alchevsk         | 36  | 30 | 9  | 9  | 12 | 26 | 39 |
| 12. | Arsenal Kiev          | 35  | 30 | 9  | 8  | 13 | 31 | 39 |
| 13. | FC Járkov             | 33  | 30 | 9  | 6  | 15 | 29 | 36 |
| 14. | Kryvbas Kryvyi Rih    | 33  | 30 | 9  | 6  | 15 | 27 | 35 |
| 15. | Volyn Lutsk           | 33  | 30 | 9  | 6  | 15 | 31 | 45 |
| 16. | Zakarpattia Uzhhorod  | 20  | 30 | 3  | 6  | 21 | 17 | 53 |

|  | Tercera ronda previa de la Liga de Campeones |
|  | Segunda ronda previa de la Liga de Campeones |
|  | Segunda ronda previa de la Copa de la UEFA   |
|  | Segunda ronda previa de la Copa Intertoto    |
|  | Descenso a la Persha Liha                    |

### Desempate por el título
| Shajtar Donetsk | 2 – 1 | Dinamo Kiev |